# Робинсон, Энтони (хоккеист на траве)
Энтони Джон Бэкхаус Робинсон (англ. Anthony John Backhouse Robinson; 22 июля 1925, Нувара-Элия, Британский Цейлон — 24 июля 1982, Лонг-Саттон, Сомерсет) — английский и британский хоккеист на траве, полузащитник. Бронзовый призёр летних Олимпийских игр 1952 года, участник летних Олимпийских игр 1956 года.

## Биография
Энтони Робинсон родился 22 июля 1925 года в городе Нувара-Элия на Британском Цейлоне (сейчас в Шри-Ланке) в семье чайного плантатора.
Учился в школе Мальборо, играл за её сборные по регби и крикету, тем не менее больше внимания уделял хоккею на траве.
Ближе к концу Второй мировой войны поступил на службу в Королевский флот.
Впоследствии работал школьным учителем, в том числе в престижной государственной школе Миллфилда.
В 1947 году дебютировал в сборной Лестершира, затем выступал за Сомерсет, был капитаном обеих команд. Также играл за Мидлендс, Западную Англию, «Таунтон» и «Уэст оф Ингленд Уондерерз».
В 1950 году в Борнмуте дебютировал в сборной Англии в матче со сборной Уэльса.
В 1952 году вошёл в состав сборной Великобритании по хоккею на траве на летних Олимпийских играх в Хельсинки и завоевал бронзовую медаль. Играл на позиции полузащитника, провёл 3 матча, мячей не забивал.
В 1956 году вошёл в состав сборной Великобритании по хоккею на траве на летних Олимпийских играх в Мельбурне, занявшей 4-е место. Играл в поле, провёл 6 матчей, мячей не забивал. Был вице-капитаном команды.
В 1958 году участвовал в турне сборной Англии по Южной Африке и Кении, был капитаном команды.
В течение карьеры провёл за сборную Англии 30 матчей.
Умер 24 июля 1982 года в британском городе Лонг-Саттон в графстве Сомерсет.

## Семья
Дядя — Джон Робинсон (1885—1916), английский хоккеист на траве. Олимпийский чемпион 1908 года.